# Акимовка (Песчанобродская сельская община)
Аки́мовка (укр. Якимівка) — село в Песчанобродской сельской общине Новоукраинского района Кировоградской области Украины.
До 2020 года входило в Добровеличковский район
Население по переписи 2001 года составляло 107 человек. Почтовый индекс — 27038. Телефонный код — 5253. Занимает площадь 0,393 км². Код КОАТУУ — 3521786805.